# Plainview (Arkansas)
Plainview es una ciudad ubicada en el condado de Yell en el estado estadounidense de Arkansas. En el Censo de 2010 tenía una población de 608 habitantes y una densidad poblacional de 163,13 personas por km².

## Geografía
Plainview se encuentra ubicada en las coordenadas 34°59′23″N 93°17′53″O / 34.98972, -93.29806. Según la Oficina del Censo de los Estados Unidos, Plainview tiene una superficie total de 3.73 km², de la cual 3.73 km² corresponden a tierra firme y (0%) 0 km² es agua.

## Demografía
Según el censo de 2010, había 608 personas residiendo en Plainview. La densidad de población era de 163,13 hab./km². De los 608 habitantes, Plainview estaba compuesto por el 98.36% blancos, el 0% eran afroamericanos, el 0.99% eran amerindios, el 0% eran asiáticos, el 0% eran isleños del Pacífico, el 0.33% eran de otras razas y el 0.33% pertenecían a dos o más razas. Del total de la población el 1.32% eran hispanos o latinos de cualquier raza.